# Lista țărilor în funcție de fusurile orare

Harta globală a fusurilor orare

Lista țărilor în funcție de fusurile orare este o listă a țărilor și teritoriilor lumii în funcție de fusurile orare utilizate pe teritoriul național. Lista include state suverane și teritorii dependente bazate pe standardul ISO 3166-1 al Organizației Internaționale de Standardizare. Numărul fusurilor orare ale unei țări contabilizează și cele ale teritoriilor dependente, cu excepția revendicărilor antarctice. 
Franța, inclusiv teritoriile sale de peste mări, are cele mai multe fusuri orare, douăsprezece (treisprezece dacă se includ teritoriile revendicate din Antarctica). Numeroase țări au adoptat ora de vară, un decalaj de o oră adăugat în perioada verii la Ora universală coordonată (UTC).
Teritoriile neautonome sunt marcate cu caractere cursive. Sortarea este în ordine descrescătoare a numărului de fusuri orare dintr-o țară.
| Țară/Teritoriu                   | Număr de fusuri orare | Fusuri orare | Observații |
|                                  |                       | | |
| -------------------------------- | --------------------- | --- | --- |
| Franța                           | 12                    | UTC−10:00 – Arhipelagul Societății, Arhipelagul Tuamotu, Îles Australes UTC−09:30 – Insulele Marchize UTC−9:00 – Îles Gambier UTC−08:00 – Insula Clipperton UTC−04:00 (AST) – Guadeloupe, Martinica, Saint Barthélemy, Saint Martin UTC−03:00 – Guiana franceză, Saint Pierre și Miquelon UTC+01:00 (CET) – Franța Metropolitană UTC+03:00 – Mayotte, Îles Éparses UTC+04:00 – Réunion, Insulele Crozet UTC+05:00 – Insulele Kerguelen, Insulele Saint Paul și Amsterdam UTC+11:00 – Noua Caledonie UTC+12:00 – Wallis și Futuna | Franța metropolitană folosește Ora Europei Centrale (UTC+01:00) ca oră standard și respectă Ora de vară a Europei Centrale (UTC+02:00) din ultima duminică din martie până în ultima duminică din octombrie. În teritoriile sale de peste mări, sunt folosite 12 fusuri orare diferite (13 dacă se include revendicarea sa teritorială din Antarctica), mai mult decât orice altă țară din lume |
| Rusia                            | 11                    | UTC+02:00 (Ora Kaliningrad) – Regiunea Kaliningrad UTC+03:00 (Ora Moscova) – Cea mai mare parte din Rusiei europene UTC+04:00 (Ora Samara) – Regiunea Astrahan, Regiunea Samara, Regiunea Saratov, Udmurtia și Regiunea Ulianovsk UTC+05:00 (Ora Ekaterinburg) – Bașchiria, Regiunea Cheliabinsk, Districtul autonom Hantî-Mansi, Regiunea Kurgan, Regiunea Orenburg, Ținutul Perm, Regiunea Sverdlovsk, Regiunea Tiumen și Districtul autonom Iamalia-Neneția UTC+06:00 (Ora Omsk) – Regiunea Omsk UTC+07:00 (Ora Krasnoiarsk) – Ținutul Altai, Republica Altai, Regiunea Kemerovo, Hakasia, Ținutul Krasnoiarsk, Regiunea Novosibirsk, Regiunea Tomsk și Tuva UTC+08:00 (Ora Irkuțk) – Bureatia și Regiunea Irkuțk UTC+09:00 (Ora Iakuțk) – Regiunea Amur, vestul Iakutia și Ținutul Transbaikal UTC+10:00 (Ora Vladivostok) – Regiunea Autonomă Evreiască, Ținutul Habarovsk, Ținutul Primorie și centrul Iakutia UTC+11:00 (Ora Magadan) – Regiunea Magadan, estul Iakutia și Regiunea Sahalin UTC+12:00 (Ora Kamceatka) – Districtul autonom Ciukotka și Regiunea Kamceatka | În Rusia există 11 fusuri orare care respectă ore cuprinse între UTC+02:00 și UTC+12:00. Ora de vară (Daylight Saving Time, DST) nu a fost folosită în Rusia din 26 octombrie 2014. Din 27 martie 2011 până în 26 octombrie 2014, a fost folosită permanent ora de vară |
| Statele Unite                    | 11                    | UTC−12:00 – Insulele Baker și Howland UTC−11:00 (ST) – Samoa Time Zone: Samoa Americană, Insula Jarvis, Reciful Kingman, atolurile Midway și Palmyra UTC−10:00 (HT) – Hawaii–Aleutian Time Zone: Hawaii, cea mai mare parte din Insulele Aleutine și Atolul Johnston UTC−9:00 (AT) – Alaska Time Zone: cea mai mare parte din Alaska UTC−08:00 (PT) – Pacific Time zone: statele de pe coasta Oceanului Pacific, nordul Idaho, cea mai mare parte din Nevada și Oregon UTC−07:00 (MT) – Mountain Time Zone: cea mai mare parte din Idaho, parte din Oregon și statele montane (Arizona, Colorado, Idaho, Montana, Nevada, New Mexico, Utah și Wyoming) plus zonele vestice ale câtorva state limitrofe UTC−06:00 (CT) – Central Time zone: o zonă largă cuprinsă între coasta Golfului Mexic și Marile Lacuri UTC−05:00 (ET) – Eastern Time zone: o zonă aproximativ triunghiulară care acoperă toate statele de la Marile Lacuri până la Florida și la est până la coasta Oceanului Atlantic UTC−04:00 (AST) – Atlantic Time Zone: Puerto Rico, Insulele Virgine Americane UTC+10:00 (ChT) – Chamorro Time Zone: Guam și Insulele Mariane de Nord UTC+12:00 (WAKT) – Wake Time Zone: Insula Wake | În Statele Unite, timpul este împărțit în nouă fusuri orare standard care acoperă statele, teritoriile și alte posesiuni ale SUA, cea mai mare parte a țării trecând la ora de vară pentru lunile de primăvară, vară și toamnă. Limitele fusurilor orare și trecerea la ora de vară sunt reglementate de Departamentul Transporturilor (United States Department of Transportation). Serviciile oficiale și foarte precise de ajustare temporală sunt asigurate de două agenții federale: Institutul Național de Standarde și Tehnologie (National Institute of Standards and Technology), o agenție a Departamentului de Comerț și Observatorul Naval al Statelor Unite (United States Naval Observatory) |
| Antarctica                       | 10                    | UTC−03:00 – Stația Palmer, Stația Rothera UTC±0 (GMT) – Stația Troll UTC+03:00 – Stația Syowa UTC+05:00 – Stația Mawson UTC+06:00 – Stația Vostok UTC+07:00 – Stația Davis UTC+08:00 – Stația Casey UTC+10:00 – Stația Dumont-d'Urville UTC+11:00 – Stația Casey UTC+12:00 – Stația McMurdo, Stația Amundsen-Scott | Antarctica se găsește pe fiecare linie de longitudine, deoarece Polul Sud se află pe acest continent. Prin urmare, Antarctica ar fi teoretic situată pe toate fusurile orare, totuși, zonele de la sud de Cercul Antarctic se confruntă cu cicluri extreme zi-noapte în apropierea solstițiilor din iunie și decembrie, ceea ce face dificilă determinarea fusului orar potrivit. În scopuri practice, fusurile orare se bazează de obicei pe cele ale țărilor care au stații și revendicări teritoriale în zonă, cu toate acestea, este adesea utilizat fusul orar al bazei lor de aprovizionare (de exemplu, stațiile americane McMurdo și Amundsen–Scott folosesc ora Noii Zeelande, deoarece baza lor principală de aprovizionare este Christchurch, Noua Zeelandă). În majoritatea zonelor aflate la sud de paralela de 80 de grade latitudine, se folosește ora universală coordonată (UTC) |
| Australia                        | 9                     | UTC+05:00 – Insula Heard și Insulele McDonald UTC+06:30 – Insulele Cocos UTC+07:00 (CXT) – Insula Crăciunului UTC+08:00 (AWST) – Australia de Vest, calea ferată Indian Pacific între Port Augusta, Australia de Sud și Kalgoorlie, Australia de Vest) UTC+08:45 (CWT) – Australia de Sud (Border Village), Australia de Vest (Caiguna, Cocklebiddy, Eucla, Madura, Mundrabilla) UTC+09:30 (ACST) – Australia de Sud, Teritoriul de Nord, New South Wales (Yancowinna County) UTC+10:00 (AEST) – Queensland, New South Wales, Australian Capital Territory, Victoria, Tasmania UTC+10:30 – Insula Lord Howe UTC+11:00 (NFT) – Insula Norfolk | Australia folosește trei fusuri orare principale: Ora Standard de Est a Australiei (Australian Eastern Standard Time, AEST, UTC+10:00), Ora Standard Centrală a Australiei (Australian Central Standard Time, ACST, UTC+09:30) și Ora Standard de Vest a Australiei (Australian Western Standard Time, AWST, UTC+08:00). Ora este reglementată de administrațiile locale ale fiecărui stat, dintre care unele utilizează ora de vară (DST). Ora de vară (+1 oră) este utilizată între prima duminică din octombrie și prima duminică din aprilie în jurisdicțiile din sud și sud-est: New South Wales, Victoria, Tasmania, Jervis Bay Territory și Australian Capital Territory trec la Ora de vară din estul Australiei (Australian Eastern Daylight Saving Time, AEDT, UTC+11:00), iar Australia de Sud trece la Ora de vară Centrală a Australiei (Australian Central Daylight Saving Time, ACDT, UTC+10:30). |
| Regatul Unit                     | 9                     | UTC−08:00 – Insulele Pitcairn UTC−05:00 – Insulele Cayman, Insulele Turks și Caicos UTC−04:00 (AST) – Anguilla, Bermuda, Insulele Virgine Britanice, Montserrat UTC−03:00 (FKST) – Insulele Falkland UTC−02:00 – Georgia de Sud și Insulele Sandwich de Sud UTC±0 (GMT iarna, BST vara) – Regatul Unit, Sfânta Elena, Ascension și Tristan da Cunha, Guernsey, Isle of Man, Jersey UTC+01:00 (CET) – Gibraltar UTC+02:00 (EET) – Akrotiri și Dhekelia UTC+06:00 – Teritoriul Britanic din Oceanul Indian | Regatul Unit utilizează Ora Greenwich (Greenwich Mean Time, echivalentă cu Ora Europei de Vest sau UTC) în perioada de iarnă și Ora de vară a Marii Britanii (British Summer Time, BST, UTC+01:00, echivalentă cu Ora de vară a Europei de Vest) în perioada de vară. Aceasta din urmă se aplică între ultima duminică din martie și ultima duminică din octombrie |
| Canada                           | 6                     | UTC−08:00 (PT) – Pacific Time Zone: mare parte din vestul British Columbia, Tungsten și Cantung Mine din Teritoriile de Nord-Vest UTC−07:00 (MT) – Mountain Time Zone: Alberta, partea estică a British Columbia, cea mai mare parte din Teritoriile de Nord-Vest, Nunavut (la vest de 102°V și toate comunitățile din Regiunea Kitikmeot), zona Lloydminster din Saskatchewan și Yukon UTC−06:00 (CT) – Central Time Zone: Manitoba, Nunavut (între 85°V și 102°V exceptând vestul insulei Southampton), Ontario (Ontario de Nord-Vest, la vest de 90°V cu câteva excepții și zona lacului Big Trout, la est de 90°V), Saskatchewan exceptând Lloydminster UTC−05:00 (ET) – Eastern Time Zone: Nunavut la est de 85°V și insula Southampton, Ontario la est de 90°V (exceptând zona lacului Big Trout) plus câteva zone situate mai la vest, cea mai mare parte din Quebec UTC−04:00 (AST) – Atlantic Time Zone: Labrador (exceptând extremitatea sud-estică), New Brunswick, Nova Scotia, Insula Prințului Edward, partea estică a Quebec UTC−03:30 (NT) – Newfoundland Time Zone: Labrador (partea sud-estică), Newfoundland                                                                   | Canada este împărțită în șase fusuri orare. Cele mai multe zone ale provinciilor și teritoriilor țării utilizează ora de iarnă din prima duminică din noiembrie până la a doua duminică din martie și ora de vară în restul anului. Diviziunile între fusurile orare se bazează pe propunerile inginerului feroviar scoțiano-canadian Sandford Fleming, pionier în utilizarea timpului de 24 de ore, a sistemului de fus orar global și a unui meridian principal standard. Consiliul Național de Cercetare (National Research Council) ajustează ora oficială a Canadei prin utilizarea ceasurilor atomice. Ora oficială este specificată în legislația adoptată de fiecare provincie. În Quebec, se bazează pe timpul universal coordonat |
| Regatul Danemarcei               | 5                     | UTC−04:00 – Baza spațială Pituffik (Baza aeriană Thule) din Groenlanda UTC−03:00 – Cea mai mare parte din Groenlanda, inclusiv zonele locuite de pe coasta sudică și cele de pe coasta vestică UTC−01:00 – Ittoqqortoormiit și zona Tunu din Groenlanda UTC±0 – Stația meteo Danmarkshavn și zona înconjurătoare din Tunu (Groenlanda), Insulele Feroe UTC+01:00 (CET) – Danemarca | Regatul Danemarcei, inclusiv teritoriile sale dependente din Insulele Feroe și Groenlanda, utilizează șase fusuri orare. Groenlanda folosește ora de vară, cu excepția coastei de nord-est. Datele de tranziție la ora de vară sunt conform regulilor Uniunii Europene, cu excepția bazei spațiale Pituffik, care utilizează datele de tranziție din Statele Unite. Ora de vară începe la ora 01:00 UTC în ultima duminică din martie și se termină la aceeași oră în ultima duminică din octombrie a fiecărui an în toate zonele afectate. Asta înseamnă că în Danemarca, tranziția are loc la ora 02:00 ora locală standard (ora 03:00 ora de vară) și în Insulele Feroe cu o oră mai devreme. În cea mai mare parte a Groenlandei, tranziția are loc la ora 23:00 ora locală standard, cu o zi înainte (ora 00:00 ora de vară) |
| Regatul Noii Zeelande            | 5                     | UTC−11:00 – Niue UTC−10:00 – Insulele Cook UTC+12:00 – Noua Zeelandă UTC+12:45 – Insulele Chatham UTC+13:00 – Tokelau | Ora din Regatul Noii Zeelande este împărțită prin lege în două fusuri orare standard. Insulele principale folosesc Ora Standard a Noii Zeelande (New Zealand Standard Time, NZST, UTC+12:00), cu 12 ore înaintea Orei universale coordonate (UTC), respectiv a Orei militare M („Mike”), în timp ce insulele Chatham folosesc Ora Standard Chatham (Chatham Standard Time, CHAST, UTC+12:45), cu 12 ore și 45 de minute înaintea Orei universale coordonate, respectiv a Orei militare M^ („Mike-Three”). În lunile de vară, din ultima duminică din septembrie până în prima duminică din aprilie, se respectă ora de vară și ceasurile sunt avansate cu o oră. Ora de vară a Noii Zeelande (New Zealand Daylight Time, NZDT, UTC+13:00) este cu 13 ore înaintea Orei universale coordonate, iar Ora de vară Chatham (Chatham Daylight Time, CHADT, UTC+13:45) cu 13 ore și 45 minute înaintea Orei universale coordonate |
| Brazilia                         | 4                     | UTC−05:00 (ACT) – Acre și sud-vestul Amazonas UTC−04:00 (AMT) – Cea mai mare parte din Amazonas, Mato Grosso, Mato Grosso do Sul, Rondônia, Roraima UTC−03:00 (BRT) – Regiunea de Sud-Est, Regiunea de Sud, Regiunea de Nord-Est (exceptând câteva insule), Goiás, Distrito Federal, Tocantins, Pará, Amapá UTC−02:00 (FNT) – Câteva insule de pe coasta estică a Braziliei (Fernando de Noronha, Arhipelagul Trindade și Martim Vaz, Atolul Rocas, Arhipelagul Sfântul Petru și Sfântul Paul) | Ora din Brazilia este calculată folosind ora standard, iar țara (inclusiv insulele sale) este împărțită în patru fusuri orare standard: Ora Fernando de Noronha (FNT) UTC−02:00, Ora Brasilia (BRT) UTC−03:00 Ora Amazon (AMT) UTC−04:00 și Ora Acre (ACT) UTC−05:00. Aproximativ 93% din populația braziliană locuiește în zona acoperită de Ora Brasília (UTC−03:00). Brazilia a renunțat la trecerea la ora de vară (DST) în 2019 |
| Mexic                            | 4                     | UTC−08:00 (Zona de Nord-Vest) – Baja California UTC−07:00 (Zona Pacific) – Baja California Sur, Chihuahua, Nayarit, Sinaloa și Sonora UTC−06:00 (Zona Centrală) – Cea mai mare parte din Mexic UTC−05:00 (Zona de Sud-Est) – Quintana Roo | Mexic folosește patru fusuri orare: UTC−05:00 – Zona Sureste (Zona de sud-est), cuprinzând statul Quintana Roo, UTC−06:00 – Zona Centro (Zona centrală), cuprinzând toate părțile Mexicului neincluse în celelalte zone, inclusiv Mexico City, Guadalajara și Monterrey, UTC−07:00 – Zona Pacífico (Zona Pacifică), cuprinzând statele Baja California Sur, Nayarit (cu excepția Bahía de Banderas), Sinaloa, Sonora și municipalitățile din extremitatea nord-vestică a statului Chihuahua (Janos, Ascensión, Juárez, Guadalupe și Práxedis Gilberto Guerrero) UTC−08:00 – Zona Noroeste (Zona de nord-vest), cuprinzând statul Baja California. Unele municipalități din apropierea graniței cu SUA și întregul stat Baja California utilizează ora de vară, setând ora cu o oră înainte în a doua duminică a lunii martie la ora 2:00 și înapoi cu o oră în prima duminică a lunii noiembrie la ora 2:00, deci menținând același timp cu zonele adiacente de peste granița cu Statele Unite. Legea mexicană prevede că insulele îndepărtate respectă fusul orar corespunzător locației lor geografice. Conform acestei reguli, în insulele Revillagigedo, San Benedicto, Socorro și Roca Partida se utilizează UTC−07:00, iar insula Clarion utilizează UTC−08:00 |
| Chile                            | 3                     | UTC−05:00 – Insula Paștelui UTC−03:00 – Chile UTC−03:00 – Regiunea Magallanes și Antarctica Chiliană | Chile utilizează trei fusuri orare. Zona continentală: UTC−03:00 în timpul verii și UTC−04:00 în timpul iernii. Ora de iarnă începe după prima sâmbătă a lunii aprilie și se termină după prima sâmbătă a lunii septembrie. Insula Paștelui: UTC−05:00 în timpul verii și UTC−06:00 în timpul iernii. Are 2 ore diferență față de ora continentală și se schimbă în aceleași zile. Regiunea Magallanes și Antarctica Chiliană: folosește ora de vară (UTC−03:00) pe tot parcursul anului. Acest fus orar este implementat din 2017 |
| Indonezia                        | 3                     | UTC+07:00 (WIB) – Insulele Sumatra, Java, Madura, provinciile Insulele Bangka Belitung, Insulele Riau, Kalimantanul de Vest și Kalimantanul Central UTC+08:00 (WITA) – Insulele Sulawesi, Bali, provinciile Nusa Tenggara de Est, Nusa Tenggara de Vest, Kalimantanul de Est, Kalimantanul de Nord și Kalimantanul de Sud UTC+09:00 (WIT) – Insulele Moluce și Noua Guinee de Vest | Indonezia, o țară insulară situată în Asia de Sud-Est, are trei fusuri orare. Ora Indoneziei de Vest (Waktu Indonesia Barat, WIB), care este cu șapte ore înainte (UTC+07:00) față de Ora universală coordonată (UTC), este folosită în insulele Sumatra, Java și jumătatea vestică a Kalimantan. Ora Indoneziei Centrale (Waktu Indonesia Tengah, WITA), care este cu opt ore înainte (UTC+08:00), este folosită în jumătatea de est a Kalimantan, precum și în Bali, insulele Lesser Sunda și Sulawesi. Ora Indoneziei de Est (Waktu Indonesia Timur, WIT), care este cu nouă ore înainte (UTC+09:00), este folosită în Insulele Moluce și Noua Guinee de Vest |
| Kiribati                         | 3                     | UTC+12:00 (GILT) – Insulele Gilbert UTC+13:00 (PHOT) – Insulele Phoenix UTC+14:00 (LINT) – Insulele Line | Kiribati, o țară insulară din Oceania care cuprinde 32 de atoli și recifuri coralifere și o insulă coraliferă, are trei fusuri orare, de la UTC+12:00 la UTC+14:00. Kiribati nu a adoptat ora de vară. Cele trei fusuri orare sunt adaptate celor trei grupuri de insule principale care formează Kiribati: Ora Insulei Gilbert (GILT, UTC+12:00), Ora Insulei Phoenix (PHOT, UTC+13:00) și Ora Insulelor Line (LINT, UTC+14:00). UTC+14:00 este cel mai avansat fus orar din lume, ceea ce face din Kiribati prima țară care sărbătorește Anul Nou. Deși Kiribati se întinde atât pe ecuator, cât și pe meridianul 180°, Linia Internațională a Datei ocolește Kiribati și se abate mult spre est, aproape atingând meridianul 150°V. Acesta a fost rezultatul trecerii insulelor Phoenix și Line în 1994 de la UTC−11:00 și UTC−10:00 la UTC+13:00, respectiv UTC+14:00 |
| Republica Democratică Congo      | 2                     | UTC+01:00 (WAT) – Kinshasa și provinciile Équateur, Kongo Central, Kwango, Kwilu, Mai-Ndombe, Mongala, Nord-Ubangi, Sud-Ubangi și Tshuapa UTC+02:00 (CAT) – Provincile Bas-Uele, Haut-Katanga, Haut-Lomami, Haut-Uele, Kasaï, Provincia Kasaï-Central, Kasaï Oriental, Lomami, Lualaba, Maniema, Nord-Kivu, Sankuru, Sud-Kivu, Tanganyika, Tshopo și Administrația Ad-interim Ituri | Republica Democratică Congo respectă Ora Africii Occidentale (West Africa Time, (WAT), UTC+01:00) și Ora Africii Centrale (Central Africa Time, CAT, UTC+02:00). Republica Democratică Congo nu a adoptat ora de vară și este singura țară din Africa în care se utilizează mai mult de un fus orar |
| Ecuador                          | 2                     | UTC−06:00 (GALT) – Provincia Galápagos UTC−05:00 (ECT) – Ecuador | Ecuador respectă Ora Ecuadorului (Ecuador Time, ECT, UTC-05:00) și nu utilizează oră de vară. Provincia Galapagos respectă Ora Galapagos (Galápagos Time, GALT, UTC-06:00) |
| Regatul Țărilor de Jos           | 2                     | UTC−04:00 (AST) – Regiunile insulare din Marea Caraibelor: Aruba, Curaçao și Sint Maarten UTC+01:00 (CET) – Țările de Jos | Regatul Țărilor de Jos respectă Ora Europei Centrale (Central European Time, CET, UTC+01:00) în timpul iernii ca oră standard în Țările de Jos, care este cu o oră înaintea Orei universale coordonate și Ora de vară a Europei Centrale (Central European Summer Time, CEST, UTC+02:00) în timpul verii ca oră de vară, care este cu două ore înaintea Orei universale coordonate. Țările de Jos Caraibiene, respectiv insulele Bonaire, Sint Eustatius și Saba, respectă Ora Standard a Atlanticului (Atlantic Standard Time, AST, UTC−04:00) pe tot parcursul anului, care este cu patru ore în urmă față de Ora universală coordonată. În conformitate cu directiva Uniunii Europene, Țările de Jos adoptă ora de vară în fiecare an, avansând ceasul cu o oră înainte, de la Ora Europei Centrale (Central European Time, CET, UTC+01:00) la Ora de vară a Europei Centrale (Central European Summer Time, CEST, UTC+02:00) la ora 02:00 în ultima duminică din martie și înapoi la ora 03:00 în ultima duminică din octombrie |
| Mongolia                         | 2                     | UTC+07:00 – Provinciile Chowd, Uws și Bayan-Ölgii UTC+08:00 – Cea mai mare parte din Mongolia | Mongolia respectă Ora Standard Mongolă (Mongolian Standard Time, UTC+08:00), cu excepția provinciilor din extremitatea vestică Chowd, Uws și Bayan-Ölgii care folosesc UTC+07:00. Mongolia a utilizat ora de vară în perioadele 1983–1998, 2001–2006 și 2015–2016 |
| Papua Noua Guinee                | 2                     | UTC+10:00 – Cea mai mare parte din Papua Noua Guinee UTC+11:00 (Bougainville Standard Time) – Regiunea Autonomă Bougainville | Papua Noua Guinee este împărțită în două fusuri orare și anume Ora Standard din Papua Noua Guinee (Papua New Guinea Standard Time, UTC+10:00), care acoperă cea mai mare parte din Papua Noua Guinee, cu excepția Regiunii Autonome Bougainville care respectă Ora Standard din Bougainville (Bougainville Standard Time, UTC+11:00) |
| Portugalia                       | 2                     | UTC−01:00 – Azore UTC±0 (WET) – Madeira și Portugalia | Portugalia are două fusuri orare și utilizează ora de vară. Portugalia continentală și Madeira folosesc UTC±0, în timp ce Azore folosesc UTC–01:00. Ora de vară este utilizată la nivel național din ultima duminică din martie până în ultima duminică din octombrie, când Portugalia continentală și Madeira avansează cu o oră până la UTC+01:00, iar Azore avansează cu o oră până la UTC±0 |
| Africa de Sud                    | 2                     | UTC+02:00 (SAST) – Africa de Sud UTC+03:00 – Insulele Prințului Edward | Africa de Sud, precum și Eswatini și Lesotho utilizează Ora Standard a Africii de Sud (South African Standard Time, SAST, UTC+02:00). Zona este cu două ore înaintea Orei universale coordonate și este aceeași cu Ora Africii Centrale. Ora de vară nu este utilizată în niciuna dintre aceste țări |
| Spania                           | 2                     | UTC±0 (WET) – Insulele Canare UTC+01:00 (CET) – Spania | Spania are două fusuri orare, în principal Ora Europei Centrale (Central European Time, CET, UTC+01:00) în Spania continentală, Ceuta, Melilla și Plazas de soberanía. În Insulele Canare, fusul orar este Ora Europei Occidentale (Western European Time, WET, UTC±0). În ambele zone, ora de vară este utilizată în lunile de vară, ceea ce înseamnă că Spania continentală utilizează Ora de vară a Europei Centrale (Central European Summer Time, CEST, UTC+02:00), în timp ce Insulele Canare utilizează Ora de vară a Europei Occidentale (Western European Summer Time, WEST, UTC+01:00) între martie și octombrie. |
| Statele Federate ale Microneziei | 2                     | UTC+10:00 – Statele Chuuk și Yap UTC+11:00 – Statele Kosrae și Pohnpei | Statele Federate ale Microneziei, o țară insulară din Oceania formată din aproximativ 607 insule, respectă două fusuri orare, UTC+10:00 în partea de vest și UTC+11:00 în partea de est. Țara nu a adoptat ora de vară și este situată chiar la nord de ecuator, la vest de Linia Internațională a Datei |
| Afganistan                       | 1                     | UTC+04:30 (AFT) | Afganistan nu a adoptat niciodată ora de vară și chiar dacă se întinde pe aproape două fusuri orare, folosește un singur fus orar, Ora Afganistanului (Afghanistan Time, AFT, UTC+04:30) |
| Albania                          | 1                     | UTC+01:00 (CET) | În Albania, ora standard este Ora Europei Centrale (Central European Time, CET, UTC+01:00). Ora de vară, care este cu o oră înaintea Orei de vară din Europa Centrală, este utilizată din ultima duminică din martie (ora 02:00 CET) până în ultima duminică din octombrie (ora 03:00 CEST) |
| Algeria                          | 1                     | UTC+01:00 (CET) | Ora standard a Algeriei (DPRA Standard Time, DPRA, UTC+01:00) este cu o oră înainte de Ora universală coordonată și este similară cu cea din Tunisia vecină |
| Andorra                          | 1                     | UTC+01:00 (CET) | În Andorra, ora standard este Ora Europei Centrale (Central European Time, CET, UTC+01:00). Ora de vară este utilizată din ultima duminică din martie (ora 02:00 CET) până în ultima duminică din octombrie (ora 03:00 CEST) |
| Angola                           | 1                     | UTC+01:00 (WAT) | Angola utilizează Ora Africii Occidentale (West Africa Time, WAT, UTC+01:00) și nu a adoptat niciodată ora de vară |
| Antigua și Barbuda               | 1                     | UTC−04:00 (AST) | Ora Standard a Atlanticului (Atlantic Standard Time, AST, UTC−04:00) este ora oficială în Antigua și Barbuda. Este cu patru ore în urma Orei universale coordonate. Antigua și Barbuda are un singur fus orar și nu a adoptat ora de vară |
| Arabia Saudită                   | 1                     | UTC+03:00 (SAST) | Ora standard a Arabiei Saudite (Saudi Arabia Standard Time, SAST, UTC+03:00) este fusul orar standard al Arabiei Saudite, cu trei ore înainte de Ora universală coordonată. Țara nu utilizează ora de vară |
| Argentina                        | 1                     | UTC−03:00 (ART) | Argentina este situată la o longitudine care ar situa-o în mod natural în fusul orar UTC−04:00 sau UTC−05:00, cu toate acestea, folosește fusul orar Ora Argentinei (Argentina Time, ART, UTC−03:00). Argentina decide în fiecare an dacă să facă trecerea la ora de vară, iar provinciile pot denunța decizia federală |
| Armenia                          | 1                     | UTC+04:00 | Ora din Armenia (Armenia Time, AMT, UTC+04:00) este cu patru ore înaintea Orei universale coordonate, ora 12 fiind cu aproximativ o oră mai târziu decât amiaza solară, momentul înălțării maxime a Soarelui deasupra orizontului. Armenia nu utilizează ora de vară |
| Austria                          | 1                     | UTC+01:00 (CET) | În Austria, ora standard este Ora Europei Centrale (Central European Time, CET, UTC+01:00). Ora de vară este utilizată din ultima duminică din martie (ora 02:00 CET) până în ultima duminică din octombrie (ora 03:00 CEST) |
| Azerbaidjan                      | 1                     | UTC+04:00 | Ora Azerbaidjanului este cu patru ore înaintea Orei universale coordonate (UTC+04:00). Ora de vară, cu o oră în avans (UTC+05:00), a fost introdusă în 1997 și întreruptă în martie 2016 |
| Bahamas                          | 1                     | UTC−05:00 (EST) | Bahamas respectă Ora Standard de Est (Eastern Time Zone, EST, UTC−05:00) ca oră standard și Ora de vară de Est (UTC−04:00) ca oră de vară, care este adoptată anual din a doua duminică din martie până în prima duminică din noiembrie |
| Bahrain                          | 1                     | UTC+03:00 | Ora din Bahrain este dată de Ora Standard a Arabiei (Arabia Standard Time, UTC+03:00). Bahrain nu a adoptat ora de vară |
| Bangladesh                       | 1                     | UTC+06:00 (BST) | Ora standard din Bangladesh este cu șase ore înainte de Ora universală coordonată. În 2009, Bangladesh a adoptat ora de vară (DST) ca măsură de abordare a unei crize de electricitate. Cu toate acestea, decizia a fost anulată de guvern în 2010 |
| Barbados                         | 1                     | UTC−04:00 (AST) | Barbados respectă Ora Standard a Atlanticului (Atlantic Standard Time, AST, UTC−4) și nu a adoptat ora de vară |
| Belarus                          | 1                     | UTC+03:00 (FET) | Belarus utilizează Ora de vară a Europei de Est (UTC+03:00) pe tot timpul anului |
| Belgia                           | 1                     | UTC+01:00 (CET) | În Belgia, ora standard este Ora Europei Centrale (UTC+01:00). Belgia respectă ora de vară din ultima duminică din martie (02:00 CET) până în ultima duminică din octombrie (03:00 CEST). Datele de tranziție sunt aceleași ca și pentru alte țări europene |
| Belize                           | 1                     | UTC−06:00 (CST) | Belize respectă Ora Centrală Standard (UTC−06:00) pe tot parcursul anului |
| Benin                            | 1                     | UTC+01:00 (WAT) | Benin are un singur fus orar, Ora Africii Occidentale (WAT, UTC+01:00) și nu a adoptat niciodată ora de vară |
| Bhutan                           | 1                     | UTC+06:00 (BTT) | Ora Bhutanului (Bhutan Time, BTT, UTC+06:00) este cu șase ore înaintea Orei universale coordonate. Bhutan nu a adoptat ora de vară |
| Bolivia                          | 1                     | UTC−04:00 (AST) | Ora din Bolivia este de Ora Standard a Atlanticului (Atlantic Standard Time, AST, UTC-04:00), cu patru ore în urma Orei universale coordonate (). Bolivia nu a adoptat ora de vară |
| Bosnia și Herțegovina            | 1                     | UTC+01:00 (CET) | Bosnia și Herțegovina utilizează un singur fus orar, Ora Europei Centrale (CET, UTC+01:00). De asemenea, respectă ora de vară, trecând la Ora de vară a Europei Centrale (CEST, UTC+02:00) |
| Botswana                         | 1                     | UTC+02:00 (CAT) | Ora din Botswana este dată de un singur fus orar, Ora Africii Centrale (CAT, UTC+02:00). Botswana nu a respectat niciodată ora de vară |
| Brunei                           | 1                     | UTC+08:00 | Ora din Brunei este cu opt ore înaintea Orei universale coordonate (UTC+08:00). Brunei nu a adoptat ora de vară |
| Bulgaria                         | 1                     | UTC+02:00 (EET) | În Bulgaria, ora standard este Ora Europei de Est (EET, UTC+02:00). Ora de vară, care se deplasează cu o oră înainte, la UTC+03:00, este adoptată din ultima duminică din martie până în ultima duminică din octombrie, în conformitate cu majoritatea statelor membre ale Uniunii Europene |
| Burkina Faso                     | 1                     | UTC±0 | Ora din Burkina Faso este dată de un singur fus orar, Ora Greenwich (GMT, UTC±0). Burkina Faso împarte acest fus orar cu alte câteva țări, inclusiv paisprezece din Africa de Vest. Burkina Faso nu a adoptat ora de vară |
| Burundi                          | 1                     | UTC+02:00 (CAT) | Ora din Burundi este dată de un singur fus orar, Ora Africii Centrale (CAT, UTC+02:00). Burundi nu a adoptat ora de vară |
| Cambodgia                        | 1                     | UTC+07:00 | Cambodgia utilizează fusul orar UTC+07:00, care este cu șapte ore înaintea Orei universale coordonate. Cambodgia nu a adoptat ora de vară și împarte același fus orar cu vestul Indoneziei, Thailanda, Vietnam, Insula Crăciunului și Laos |
| Camerun                          | 1                     | UTC+01:00 (WAT) | Ora din Camerun este dată de un singur fus orar, Ora Africii Occidentale (WAT UTC+01:00). Camerun nu a respectat niciodată ora de vară |
| Capul Verde                      | 1                     | UTC−01:00 (CVT) | Ora din Capul Verde (Cape Verde Time, CVT) este fusul orar folosit de țara insulară din Oceanul Atlantic, cu o oră în urma Orei universale coordonate (UTC−01:00). Acest fus orar se aplică pe tot parcursul anului |
| Cehia                            | 1                     | UTC+01:00 (CET) | Ora din Republica Cehă este dată de Ora Europei Centrale (CET, UTC+01:00) și Ora de vară a Europei Centrale (CEST UTC+02:00). Ora de vară este utilizată din ultima duminică din martie (ora 2:00 CET) până în ultima duminică din octombrie (ora 3:00 CEST), când ora este deplasată înapoi cu o oră, la Ora Europei Centrale, cu o oră înainte de Ora Greenwich, la fel ca în majoritatea statelor din Europa |
| China                            | 1                     | UTC+08:00 (CST) | Ora din China este dată de un singur fus orar, Ora Standard a Chinei (China Standard Time, CST, UTC+08:00), după locația capitalei Beijing, chiar dacă țara se întinde pe cinci fusuri orare geografice. Este cel mai mare stat suveran din lume care respectă oficial un singur fus orar. Tibet și Xinjiang utilizează neoficial Ora Xinjiang (Xinjiang Time, UTC+06:00) |
| Ciad                             | 1                     | UTC+01:00 (WAT) | Ora din Ciad este dată de Ora Africii Occidentale (WAT, UTC+01:00). Ciad împărtășește acest fus orar cu alte câteva țări, inclusiv paisprezece din Africa de Vest. Ciad nu a adoptat ora de vară |
| Cipru                            | 1                     | UTC+02:00 (EET) | Ora din Cipru este dată de Ora Europei de Est (EET) (UTC+02:00) sau de Ora de vară a Europei de Est (EEST) (UTC+03:00) în timpul verii. În 2016, partea de nord care este ocupată de Republica Turcă a Ciprului de Nord a adoptat un fus orar diferit față de Republica Cipru în timpul iernii, urmând ora din Turcia, care începând cu vara anului 2016 are UTC+03:00 pe tot parcursul anului. Prin urmare, pe timpul verii, zona nordică are aceeași oră ca și restul Ciprului, care utilizează ora de vară, dar nu și în perioada de iarnă |
| Coasta de Fildeș                 | 1                     | UTC±0 | Ora din Coasta de Fildeș este dată de un singur fus orar, Ora Greenwich (GMT, UTC±0). Coasta de Fildeș nu a respectat niciodată ora de vară |
| Columbia                         | 1                     | UTC−05:00 | Columbia are un singur fus orar, Ora Columbiei (Colombia Time, COT), care se află în zona UTC−05:00, cu 5 ore în urma Orei universale coordonate, și nu a adoptat ora de vară |
| Comore                           | 1                     | UTC+03:00 (EAT) | Ora în Comore este dată de un singur fus orar, Ora Africii de Est (East Africa Time, EAT, UTC+03:00). Comore nu a adoptat ora de vară |
| Coreea de Nord                   | 1                     | UTC+09:00 (PYT) | Ora din Coreea de Nord, denumită Ora Pyongyang (PYT, în coreeană 평양시간) sau Ora standard a Republicii Populare Democrate Coreea, este din 2018 egală cu Ora standard a Coreei (Korea Standard Time, KST) cu 9 ore înainte de Orei universale coordonate (UTC+09:00). Coreea de Nord nu a adoptat ora de vară |
| Coreea de Sud                    | 1                     | UTC+09:00 (KST) | Coreea de Sud are un fus orar, Ora standard a Coreei (Korea Standard Time, KST, UTC+09:00). Coreea de Sud nu a adoptat ora de vară |
| Costa Rica                       | 1                     | UTC−06:00 (CST) | Costa Rica are un fus orar, Ora Standard Centrală (Central Time Zone, UTC−06:00), cu șase ore în urma Orei universale coordonate. Costa Rica păstrează același fus orar pe toată durata anului |
| Croația                          | 1                     | UTC+01:00 (CET) | În Croația, ora standard este Ora Europei Centrale (CET, UTC+01:00). Ora de vară este respectată din ultima duminică din martie (02:00 CET) până în ultima duminică din octombrie (03:00 CEST) |
| Cuba                             | 1                     | UTC−04:00 (AST) | Ora din Cuba este cu patru ore în urma Orei universale coordonate (UTC-04:00). Cuba nu a adoptat ora de vară |
| Djibouti                         | 1                     | UTC+03:00 (EAT) | Ora din Djibouti este dată de un singur fus orar, Ora Africii de Est (EAT, UTC+03:00). Djibouti nu a adoptat ora de vară |
| Dominica                         | 1                     | UTC−04:00 (AST) | Dominica utilizează Ora Standard a Atlanticului (Atlantic Standard Time, AST, UTC−04:00) pe tot parcursul anului |
| Egipt                            | 1                     | UTC+02:00 (EGY) | Ora standard din Egipt (Egypt Standard Time, EGY, UTC+02:00) este cu două ore înaintea Orei universale coordonate, ceea ce este echivalent cu Ora Europei de Est, Ora Africii Centrale, Ora Standard a Africii de Sud și Ora de vară a Europei Centrale, același fus orar cu cel din țările învecinate, Libia și Sudan. Egipt a folosit Ora de vară a Europei de Est (UTC+03:00), în perioadele de vară din 1957 până în 2010, 2014, 2015 și din 2023. La 1 martie 2023, Cabinetul egiptean a adoptat o lege care a restabilit utilizarea orei de vară, trecând la UTC+03:00 începând din ultima vineri a lunii aprilie de la ora 00:01 până în ultima joi a lunii octombrie la ora 23:59 |
| El Salvador                      | 1                     | UTC−06:00 (CST) | El Salvador respectă Ora Centrală Standard (Central Time Zone, UTC−06:00), cu șase ore în urma Orei universale coordonate, pe tot parcursul anului |
| Elveția                          | 1                     | UTC+01:00 (CET) | Elveția folosește Ora Europei Centrale (CET) în timpul iernii ca oră standard, care este cu o oră înaintea Orei universale coordonate (UTC+01:00) și Ora de vară a Europei Centrale (CEST) în timpul verii ca oră de vară, care este cu două ore înainte de Ora universală coordonată (UTC+02:00) |
| Emiratele Arabe Unite            | 1                     | UTC+04:00 | Ora standard din Emiratele Arabe Unite este Ora standard a Golfului Persic, cu patru ore înaintea Orei universale coordonate (UTC+04:00) și este aceeași cu cea din țara învecinată, Oman. Emiratele Arabe Unite nu utilizează ora de vară |
| Eritreea                         | 1                     | UTC+03:00 (EAT) | Eritreea a adoptat un singur fus orar, Ora Africii de Est (EAT, UTC+03:00) și nu a respectat niciodată ora de vară |
| Estonia                          | 1                     | UTC+02:00 (EET) | Estonia folosește Ora Europei de Est (EET, UTC+02:00) în timpul iernii și Ora de vară a Europei de Est (EEST, UTC+03:00) în timpul verii. Estonia a respectat ora de vară din 1981, cu excepția perioadelor 1989-1996 și 2000-2002 |
| Eswatini                         | 1                     | UTC+02:00 (SAST) | Eswatini utilizează Ora standard a Africii de Sud (SAST), fusul orar folosit de asemenea de Africa de Sud și Lesotho, cu două ore înaintea Orei universale coordonate, aceeași cu Ora Africii Centrale (Central Africa Time, CAT, UTC+02:00). Ora de vară nu este utilizată în Eswatini |
| Etiopia                          | 1                     | UTC+03:00 (EAT) | Fusul orar din Etiopia este Ora Africii de Est (East Africa Time, EAT) (UTC+03:00). Etiopia nu a adoptat ora de vară |
| Fiji                             | 1                     | UTC+12:00 (FJT) | Ora din Fiji este dată de Ora Fiji (FJT) (UTC+12:00), ca oră standard și UTC+13:00 ca oră de vară. Fiji decide în fiecare an dacă va adopta ora de vară și, dacă da, între ce date, care sunt de obicei o perioadă scurtă între noiembrie sau decembrie și ianuarie. Din iarna 2020-2021, nu s-a utilizat ora de vară |
| Filipine                         | 1                     | UTC+08:00 (PST) | Ora standard din Filipine (Philippine Standard Time, PST) este numele oficial pentru fusul orar folosit în Filipine. Țara folosește un singur fus orar, UTC+08:00 și a folosit ora de vară pentru perioade scurte în secolul XX, până în iulie 1990 |
| Finlanda                         | 1                     | UTC+02:00 (EET) | Finlanda folosește Ora Europei de Est (EET) în timpul iernii ca oră standard și Ora de vară a Europei de Est (EEST) în timpul verii, ca oră de vară. EET este cu două ore înaintea Orei universale coordonate (UTC+02:00), iar EEST este cu trei ore înaintea Orei universale coordonate (UTC+03:00). Finlanda a adoptat ora de vară în alinierea actuală din 1981, avansând ceasul cu o oră înainte la ora 03:00 EET în ultima duminică din martie și înapoi la ora 04:00 EET în ultima duminică din octombrie, făcând acest lucru cu o oră mai devreme în primii doi ani |
| Gabon                            | 1                     | UTC+01:00 (WAT) | Ora din Gabon este dată de un singur fus orar, Ora Africii Occidentale (West Africa Time, WAT, UTC+01:00). Gabon nu a respectat niciodată ora de vară |
| Gambia                           | 1                     | UTC±0 | Ora din Gambia este dată de un singur fus orar, Ora Greenwich (Greenwich Mean Time, GMT, UTC±0). Gambia nu a respectat niciodată ora de vară |
| Georgia                          | 1                     | UTC+04:00 | Ora Georgiei (GET) este fusul orar folosit în Georgia (cu excepția Abhaziei și Osetiei de Sud, teritorii georgiene ocupate de Rusia în 2008) și este uniform în toată țara. S-a transferat din zona UTC+04:00 la UTC+03:00 pe 27 iunie 2004, apoi înapoi la UTC+04:00 pe 27 martie 2005. Georgia nu a respectat ora de vară din 2004 |
| Germania                         | 1                     | UTC+01:00 (CET) | Fusul orar din Germania este Ora Europei Centrale (Central European Time, CET, UTC+01:00) și Ora de vară a Europei Centrale (Central European Summer Time, CEST, UTC+02:00). Ora de vară este respectată din ultima duminică din martie (ora 02:00 CET) până în ultima duminică din octombrie (ora 03:00 CEST). Ora dublată în timpul revenirii la ora standard se numește 2A (02:00-03:00 CEST) și 2B (02:00-03:00 CET) |
| Ghana                            | 1                     | UTC±0 | Ghana, țară din Africa de Vest, utilizează un singur fus orar, Ora Greenwich (Greenwich Mean Time, GMT, UTC±0). Ghana împărtășește acest fus orar cu alte paisprezece din Africa de Vest. Ghana nu adoptă ora de vară |
| Grecia                           | 1                     | UTC+02:00 (EET) | În Grecia, ora standard este Ora Europei de Est (Eastern European Time, EET, UTC+02:00). Ora de vară, care este cu o oră înaintea Orei universale coordonate (UTC+03:00), este respectată din ultima duminică din martie până în ultima duminică din octombrie |
| Grenada                          | 1                     | UTC−04:00 | Grenada utilizează Ora Standard a Atlanticului (Atlantic Standard Time, AST, UTC−04:00) pe tot parcursul anului |
| Guatemala                        | 1                     | UTC−06:00 (CST) | Guatemala utilizează Ora Centrală Standard (Central Standard Time, CST, UTC−06:00) pe tot parcursul anului |
| Guineea                          | 1                     | UTC±0 | Ora din Guineea este dată de un singur fus orar, Ora Greenwich (Greenwich Mean Time, GMT, UTC±0). Guineea împărtășește acest fus orar cu alte paisprezece din Africa de Vest și nu a adoptat ora de vară |
| Guineea-Bissau                   | 1                     | UTC±0 | Ora din Guineea-Bissau este dată de un singur fus orar, Ora Greenwich (Greenwich Mean Time, GMT, UTC±0). Guineea-Bissau împărtășește acest fus orar cu alte paisprezece din Africa de Vest și nu a adoptat ora de vară |
| Guineea Ecuatorială              | 1                     | UTC+01:00 (WAT) | Ora din Guineea Ecuatorială este dată de un singur fus orar, Ora Africii Occidentale (West Africa Time, WAT, UTC+01:00). Guineea Ecuatorială împărtășește acest fus orar cu alte paisprezece din Africa de Vest și nu a adoptat ora de vară |
| Guyana                           | 1                     | UTC−04:00 | Guyana utilizează Ora Standard a Atlanticului (Atlantic Standard Time, AST, UTC−04:00) pe tot parcursul anului |
| Haiti                            | 1                     | UTC−05:00 | Haiti respectă Ora Standard de Est (Eastern Standard Time Zone, EST, UTC−05:00) ca oră standard și Ora de vară de Est (Eastern Daylight Time, EDT, UTC−04:00) ca oră de vară, din a doua duminică din martie până în prima duminică din noiembrie |
| Honduras                         | 1                     | UTC−06:00 (CST) | Honduras utilizează Ora Centrală Standard (Central Standard Time, CST, UTC−06:00) pe tot parcursul anului |
| Hong Kong (China)                | 1                     | UTC+08:00 (HKT) | Ora Hong Kong (Hong Kong Time, HKT, UTC+08:00) este ora din Hong Kong, menținută pe tot parcursul anului |
| India                            | 1                     | UTC+05:30 (IST) | Chiar dacă se întinde geografic pe două fusuri orare, India folosește un singur fus orar pentru zona continentală și pentru toate teritoriile sale, Ora standard indiană (Indian Standard Time, IST, UTC+05:30), cu cinci ore și jumătate înainte de Ora universală coordonată (UTC). India nu folosește ora de vară |
| Insulele Marshall                | 1                     | UTC+12:00 (MHT) | Ora din Insulele Marshall, o țară insulară formată din peste 29 de atoli coraliferi, este Ora Insulelor Marshall (Marshall Islands Time, MHT, UTC+12:00). Insulele Marshall nu utilizează ora de vară. Țara este situată în apropierea ecuatorului, la vest de Linia Internațională a Datei |
| Insulele Solomon                 | 1                     | UTC+11:00 (SBT) | Insulele Solomon utilizează un fus orar numit Ora Insulelor Solomon (Solomon Islands Time, SBT, UTC+11:00). Insulele Solomon nu utilizează ora de vară |
| Iordania                         | 1                     | UTC+03:00 | Ora din Iordania este la Ora Standard a Arabiei (Arabia Standard Time, AST, UTC+03:00). Utilizarea orei de vară a fost anulată în octombrie 2022 |
| Irak                             | 1                     | UTC+03:00 | Ora din Irak este dată de Ora Standard a Arabiei (Arabia Standard Time, AST, UTC+03:00). Irakul nu utilizează ora de vară |
| Iran                             | 1                     | UTC+03:30 (IRST) | Ora Standard a Iranului (Iran Standard Time, IRST, UTC+03:30) este fusul orar utilizat în Iran. IRST este definit de meridianul 52,5°E, același meridian care definește calendarul iranian. La 21 septembrie 2022, Iranul a abolit ora de vară și menține ora standard pe tot parcursul anului |
| Irlanda                          | 1                     | UTC±0 (WET) | Irlanda folosește Ora Standard Irlandeză (Irish Standard Time, IST, UTC+01:00) în lunile de vară și Ora Greenwich (Greenwich Mean Time, UTC±0) în perioada de iarnă |
| Islanda                          | 1                     | UTC±0 | Islanda utilizează pe tot parcursul anului Ora Greenwich (Greenwich Mean Time, GMT, UTC±0, pentru ca Islanda să fie sincronizată cu Uniunea Europeană, chiar dacă cea mai mare parte a Islandei, inclusiv capitala Reykjavík, se află în zona UTC−01:00, în timp ce cele punctele cele mai vestice ale Islandei situate la vest de meridianul 22,5°V, inclusiv Ísafjörður, se află în zona UTC−02:00 |
| Israel                           | 1                     | UTC+02:00 (IST) | Ora standard a Israelului (Israel Standard Time, IST, UTC+02:00) este fusul orar standard din Israel. Este cu două ore înaintea Orei universale coordonate |
| Italia                           | 1                     | UTC+01:00 (CET) | Italia alternează între Ora Europei Centrale (Central European Time, CET, UTC+01:00) și Ora de vară a Europei Centrale (Central European Summer Time, CEST, UTC+02:00), deoarece urmează ora de vară din Uniunea Europeană. Astfel, Italia trece la Ora de vară a Europei Centrale la ora 02:00 CET în ultima duminică a lunii martie și revine la Ora Europei Centrale în ultima duminică a lunii octombrie |
| Jamaica                          | 1                     | UTC−05:00 (JAM) | Ora Jamaica (Jamaica Time, JAM) este ora oficială din Jamaica. Este cu cinci ore în urma Orei universale coordonate (UTC−05:00). Jamaica nu a adoptat ora de vară. În timpul iernii, ora din Jamaica este echivalentă cu Ora Standard de Est a Americii de Nord (North American Eastern Standard Time), în timp ce în perioada de vară este echivalentă cu Ora de vară Centrală (Central Daylight Time) |
| Japonia                          | 1                     | UTC+09:00 (JCST) | Ora standard a Japoniei (Japan Central Standard Time, JCST, UTC+09:00) este fusul orar standard al Japoniei, cu 9 ore înaintea Orei universale coordonate. Japonia nu a adoptat ora de vară |
| Kazahstan                        | 1                     | UTC+05:00 | Chiar dacă teritoriul Kazahstan se întinde pe patru fusuri orare geografice (de la UTC+03:00 la UTC+06:00), ora din Kazahstan este UTC+05:00 (de la 1 martie 2024) pe tot parcursul anului. Ora de vară nu este adoptată, fiind desființată în 2005. Diferența de longitudine dintre punctele extreme de est și vest ale Kazahstanului este de 40°45′, ceea ce corespunde unei diferențe de timp solar local de 2 ore și 43 de minute |
| Kârgâzstan                       | 1                     | UTC+06:00 (KGT) | Ora Kârgâzstanului (Kyrgyzstan Time, KGT, UTC+06:00) este fusul orar al Kârgâzstan. Este cu 6 ore înaintea Orei universale coordonate. Kârgâzstan nu a adoptat ora de vară |
| Kenya                            | 1                     | UTC+03:00 (EAT) | Kenya are un singur fus orar, Ora Africii de Est (East Africa Time, EAT, UTC+03:00). Deoarece țara este situată în zona ecuatorială, nu există o modificare semnificativă a duratei zilei pe tot parcursul anului, prin urmare ora de vară nu este adoptată |
| Kuweit                           | 1                     | UTC+03:00 (AST) | Ora din Kuweit este dată de Ora Standard a Arabiei (Arabia Standard Time, AST, UTC+03:00), iar țara nu a adoptat ora de vară |
| Laos                             | 1                     | UTC+07:00 (ICT) | Ora din Laos este dată de Ora Indochinei (Indochina Time, ICT, UTC+07:00). Laos împarte același fus orar cu Cambodgia, Thailanda, Vietnam, Insula Crăciunului și vestul Indoneziei. Laos nu a adoptat ora de vară |
| Lesotho                          | 1                     | UTC+02:00 (SAST) | Lesotho utilizează Ora standard a Africii de Sud (SAST), fusul orar folosit de asemenea de Africa de Sud și Eswatini, cu două ore înaintea Orei universale coordonate, aceeași cu Ora Africii Centrale (Central Africa Time, CAT, UTC+02:00). Ora de vară nu este utilizată în Lesotho |
| Letonia                          | 1                     | UTC+02:00 (EET) | Ora în Letonia este Ora Europei de Est (EET, UTC+02:00). Ora de vară, care este cu trei ore înaintea Orei universale coordonate (UTC+03:00), este adoptată din ultima duminică din martie până în ultima duminică din octombrie |
| Liban                            | 1                     | UTC+02:00 (EET) | Ora din Liban este Ora Europei de Est (EET, UTC+02:00) sau Ora de vară a Europei de Est (EEST, UTC+03:00) în timpul verii. La 23 martie 2023, cu două zile înainte de trecerea programată la Ora de vară a Europei de Est (EEST), guvernul libanez a amânat schimbarea de la 25 martie la 20 aprilie. Aceasta a survenit la câteva zile de la anunțarea unei amânări similare a trecerii la ora de vară în Palestina). Presa locală a sugerat că schimbarea a fost făcută pentru a evita perturbarea lunii Ramadan, în timpul căreia musulmanii postesc de la răsărit până la apus. La 27 martie, premierul libanez a anunțat că EEST va fi utilizat începând cu miezul nopții de 29 martie |
| Liberia                          | 1                     | UTC±0 | Ora din Liberia este dată de un singur fus orar, Ora Greenwich (Greenwich Mean Time, GMT, UTC±0). Liberia împărtășește acest fus orar cu alte paisprezece din Africa de Vest și nu a adoptat ora de vară |
| Libia                            | 1                     | UTC+02:00 (CAT) | Ora din Libia este dată de un singur fus orar, Ora Africii Centrale (Central Africa Time, CAT) și o menține pe tot parcursul anului. Pentru locuitorii din vestul Libiei, inclusiv din Tripoli, ora solară este de obicei cu o oră în urmă față de ora standard |
| Liechtenstein                    | 1                     | UTC+01:00 (CET) | În Liechtenstein, ora standard este Ora Europei Centrale (Central European Time, CET, UTC+01:00). Ora de vară este respectată din ultima duminică din martie (ora 02:00 CET) până în ultima duminică din octombrie (ora 03:00 CEST). Liechtenstein a adoptat Ora Europei Centrale în 1894 |
| Lituania                         | 1                     | UTC+02:00 (EET) | Ora în Lituania este Ora Europei de Est (Eastern European Time, EET, UTC+02:00). Ora de vară, care se deplasează cu o oră înainte la UTC+03:00, este adoptată din ultima duminică din martie până în ultima duminică din octombrie |
| Luxemburg                        | 1                     | UTC+01:00 (CET) | În Luxemburg, ora standard este Ora Europei Centrale (CET, UTC+01:00). Ora de vară este adoptată din ultima duminică din martie (ora 02:00 CET) până în ultima duminică din octombrie (ora 03:00 CEST) |
| Macao (China)                    | 1                     | UTC+08:00 (MST) | Ora Macao (Macau Standard Time, MST, UTC+08:00) este ora din Macao, menținută pe tot parcursul anului |
| Macedonia de Nord                | 1                     | UTC+01:00 (CET) | În Macedonia de Nord, ora standard este Ora Europei Centrale (CET, UTC+01:00). Ora de vară este adoptată din ultima duminică din martie (ora 02:00 CET) până în ultima duminică din octombrie (ora 03:00 CEST), similar cu majoritatea statelor membre ale Uniunii Europene |
| Madagascar                       | 1                     | UTC+03:00 (EAT) | Ora din Madagascar este dată de un singur fus orar, Ora Africii de Est (East Africa Time, EAT, UTC+03:00). Madagascar nu a adoptat ora de vară |
| Malawi                           | 1                     | UTC+02:00 (CAT) | Ora din Malawi este dată de un singur fus orar, Ora Africii Centrale (Central Africa Time, CAT, UTC+02:00). Malawi nu a adoptat ora de vară |
| Malaysia                         | 1                     | UTC+08:00 (MST) | Ora standard a Malaeziei (Malaysian Standard Time, MST, UTC+08:00) este fusul orar utilizat în Malaysia. Este cu 8 ore înaintea Orei universale coordonate. Malaysia nu a adoptat ora de vară |
| Maldive                          | 1                     | UTC+05:00 | Ora din Maldive este dată de Ora Maldivelor (Maldives Time, MVT, UTC+05:00). Cu toate acestea, unele stațiuni insulare operează propriul fus orar, cunoscut sub numele de Ora insulei Maldive (Maldives Island Time), cu până la două ore înainte de ora oficială a Maldivelor. Maldive nu a adoptat ora de vară, deoarece durata zilei nu variază mult, țara fiind situată în zona ecuatorială |
| Mali                             | 1                     | UTC±0 | Ora din Mali este dată de un singur fus orar, Ora Greenwich (Greenwich Mean Time, GMT, UTC±0). Mali împărtășește acest fus orar cu alte paisprezece din Africa de Vest și nu a adoptat ora de vară |
| Malta                            | 1                     | UTC+01:00 (CET) | Ora din Malta este dată de Ora Europei Centrale (CET, UTC+01:00), care este cu o oră înaintea Orei universale coordonate. Malta a adoptat ora de vară din ultima duminică din martie până în ultima duminică din octombrie |
| Maroc                            | 1                     | UTC+01:00 (CET) | Maroc a adoptat în 2018 trecerea la ora de vară permanentă, folosind fusul orar Ora de vară a Europei de Vest (WEST), cu excepția perioadei de Ramadan, când ceasurile sunt date înapoi cu o oră, de la UTC+01:00 la UTC±0. În practică, aceasta înseamnă că apusul soarelui în timpul Ramadanului are loc cu o oră mai devreme decât în restul anului |
| Mauritania                       | 1                     | UTC±0 | Ora din Mauritania este dată de un singur fus orar, Ora Greenwich (Greenwich Mean Time, GMT, UTC±0). Mauritania împărtășește acest fus orar cu alte paisprezece țări din Africa de Vest și nu a adoptat ora de vară |
| Mauritius                        | 1                     | UTC+04:00 (MUT) | Ora Mauritius (Mauritius Time, MUT, UTC+04:00) este fusul orar folosit de țara insulară Mauritius din Oceanul Indian, care este cu patru ore înaintea Orei universale coordonate. Mauritius nu folosește ora de vară |
| Moldova                          | 1                     | UTC+02:00 (EET) | În Moldova, ora standard este Ora Europei de Est (EET, UTC+02:00). Ora de vară, care se deplasează cu o oră înainte, la UTC+03:00, este adoptată din ultima duminică din martie până în ultima duminică din octombrie |
| Monaco                           | 1                     | UTC+01:00 (CET) | În Monaco, ora standard este Ora Europei Centrale (CET, UTC+01:00). Ora de vară este adoptată din ultima duminică din martie (ora 02:00 CET) până în ultima duminică din octombrie (ora 03:00 CEST), similar cu majoritatea statelor membre ale Uniunii Europene |
| Mozambic                         | 1                     | UTC+02:00 (CAT) | Ora din Mozambic este dată de un singur fus orar, Ora Africii Centrale (Central Africa Time, CAT, UTC+02:00). Mozambic nu a adoptat niciodată ora de vară |
| Muntenegru                       | 1                     | UTC+01:00 (CET) | În Muntenegru, ora standard este Ora Europei Centrale (CET, UTC+01:00). Ora de vară este adoptată din ultima duminică din martie (ora 02:00 CET) până în ultima duminică din octombrie (ora 03:00 CEST) |
| Myanmar                          | 1                     | UTC+06:30 (MMT) | Ora standard din Myanmar (Myanmar Standard Time, MMT, UTC+06:30) este ora oficială din Myanmar, cu șase ore și jumătate înaintea Orei universale coordonate. MMT este folosit pe tot parcursul anului, deoarece Myanmar nu a adoptat ora de vară |
| Namibia                          | 1                     | UTC+02:00 (CAT) | Namibia utilizează un singur fus orar, Ora Africii Centrale (Central Africa Time, CAT, UTC+02:00), același cu cel din Africa de Sud |
| Nauru                            | 1                     | UTC+12:00 (NRT) | Ora din Nauru este dată de un singur fus orar, Ora Nauru (Nauru Time, NRT, UTC+12:00), cu douăsprezece ore înaintea Orei universale coordonate. Totuși, UTC+12:00 nu este în mod oficial ora legală, din cauza modului în care a fost formulat Actul legislativ Nauru Standard Time Act din 1978, care propunea adoptarea fie a „Nauru Standard Time” ca UTC+11:00, fie a „Nauru Alternate Time” ca UTC+12:00. Ultimul fus orar este folosit în mod obișnuit. Nauru nu utilizează ora de vară |
| Nepal                            | 1                     | UTC+05:45 (NPT) | Ora standard a Nepalului (Nepal Standard Time, NPT, UTC+05:45) este fusul orar utilizat de Nepal, cu cinci ore și trei sferturi înaintea Orei universale coordonate. NPT este o aproximare a orei medii din Kathmandu, care este cu 5:41:16 înaintea UTC. Meridianul standard trece prin vârful Gaurishankar, la aproximativ 100 de kilometri est de Kathmandu |
| Nicaragua                        | 1                     | UTC−06:00 (CST) | Ora din Nicaragua este dată de Ora Standard Centrală (Central Standard Time, CST, UTC−06:00) pe tot parcursul anului |
| Niger                            | 1                     | UTC+01:00 (WAT) | Ora din Niger este dată de un singur fus orar, Ora Africii Occidentale (WAT, UTC+01:00). Niger nu a adoptat niciodată ora de vară |
| Nigeria                          | 1                     | UTC+01:00 (WAT) | Ora din Nigeria este dată de un singur fus orar, Ora Africii Occidentale (WAT, UTC+01:00). Nigeria împărtășește acest fus orar cu alte paisprezece țări din Africa și nu a adoptat ora de vară |
| Norvegia                         | 1                     | UTC+01:00 (CET) | În Norvegia, ora standard este Ora Europei Centrale (CET, UTC+01:00). Ora de vară este adoptată din ultima duminică din martie (ora 02:00 CET) până în ultima duminică din octombrie (ora 03:00 CEST), similar cu majoritatea statelor membre ale Uniunii Europene. Svalbard și Jan Mayen respectă aceeași oră cu zona continentală |
| Oman                             | 1                     | UTC+04:00 (GST) | Ora din Oman este dată de Ora Golfului (Gulf Standard Time, GST, UTC+04:00). Oman nu a adoptat ora de vară |
| Pakistan                         | 1                     | UTC+05:00 (PKT) | Pakistan folosește un singur fus orar, Ora Standard a Pakistanului (Pakistan Standard Time, PKT, UTC+05:00), cu cinci ore înaintea Orei universale coordonate |
| Palau                            | 1                     | UTC+09:00 (PWT) | Ora din Palau este dată de Ora Palau (Palau Time, PWT, UTC+09:00). Palau nu a adoptat ora de vară |
| Palestina                        | 1                     | UTC+02:00 | Fusurile orare din Palestina sunt Ora standard a Palestinei (Palestine Standard Time, PSST, UTC+02:00) și Ora de vară a Palestinei (Palestine Summer Time, PSDT, UTC+03:00). Guvernul palestinian anunță datele pentru începutul și sfârșitul perioadei de trecere la ora de vară. Așezările israeliene din Cisiordania respectă Ora standard a Israelului, care trece la Ora de vară a Israelului la o dată diferită de cea la care trece Palestina la Ora de vară a Palestinei, ceea ce creează o diferență de o oră pentru câteva zile pentru diferite grupuri de oameni care trăiesc în aceeași zonă geografică |
| Panama                           | 1                     | UTC−05:00 (ET) | Ora din Panama este dată de Ora Standard de Est (Eastern Standard Time, ET, UTC−05:00) pe tot parcursul anului |
| Paraguay                         | 1                     | UTC−03:00 (PYT) | Ora din Paraguay (Paraguay Time, PYT, UTC−03:00) are un decalaj de trei ore față de Ora universală coordonată pe tot parcursul anului. Până în 2024, când a fost decisă permanentizarea orei de vară, ora din Paraguay era UTC−04:00 pentru ora standard (PYT) și UTC−03:00 pentru ora de vară (PYST) |
| Peru                             | 1                     | UTC−05:00 (PET) | Ora Peru (Peru Time, PET, UTC−05:00) este fusul orar oficial din Peru, cu cinci ore în urma Orei universale coordonate. Peru are un singur fus orar și nu a adoptat ora de vară. În perioada aproximativă din aprilie până în octombrie, ora peruană este aceeași cu Ora Centrală a Americii de Nord (North American Central Time), în timp ce în perioada aproximativă din octombrie până în aprilie, este aceeași cu Ora de Est a Americii de Nord (North American Eastern Time) |
| Polonia                          | 1                     | UTC+01:00 (CET) | În Polonia, ora standard este Ora Europei Centrale (CET, UTC+01:00). Ora de vară este adoptată din ultima duminică din martie (ora 02:00 CET) până în ultima duminică din octombrie (ora 03:00 CEST), similar cu majoritatea statelor membre ale Uniunii Europene |
| Qatar                            | 1                     | UTC+03:00 (AST) | Ora în Qatar este dată de Ora Standard a Arabiei (Arabia Standard Time, AST, UTC+03:00). Qatar nu a adoptat ora de vară |
| Republica Centrafricană          | 1                     | UTC+01:00 (WAT) | Ora din Republica Centrafricană este dată de un singur fus orar, Ora Africii Occidentale (WAT, UTC+01:00). Republica Centrafricană împărtășește acest fus orar cu alte paisprezece țări din Africa și nu a adoptat ora de vară |
| Republica Congo                  | 1                     | UTC+01:00 (WAT) | Ora din Republica Congo este dată de un singur fus orar, Ora Africii Occidentale (WAT, UTC+01:00). Republica Congo împărtășește acest fus orar cu alte paisprezece țări din Africa și nu a adoptat ora de vară |
| Republica Dominicană             | 1                     | UTC−04:00 (AST) | Republica Dominicană\| utilizează Ora Standard a Atlanticului (Atlantic Standard Time, AST, UTC−04:00) pe tot parcursul anului |
| România                          | 1                     | UTC+02:00 (EET) | În România, ora standard este Ora Europei Centrale (CET, UTC+01:00). Ora de vară este adoptată din ultima duminică din martie (ora 02:00 CET) până în ultima duminică din octombrie (ora 03:00 CEST), similar cu majoritatea statelor membre ale Uniunii Europene |
| Rwanda                           | 1                     | UTC+02:00 (CAT) | Ora din Rwanda este dată de un singur fus orar, Ora Africii Centrale (Central Africa Time, CAT, UTC+02:00). Rwanda nu a adoptat niciodată ora de vară |
| Saint Kitts și Nevis             | 1                     | UTC−04:00 (AST) | Saint Kitts și Nevis respectă Ora Standard a Atlanticului (Atlantic Standard Time, AST, UTC−04:00) pe tot parcursul anului |
| Samoa                            | 1                     | UTC+13:00 | Samoa folosește fusul orar UTC+13:00 ca oră standard, dar până la sfârșitul anului 2011 a folosit ca oră standard UTC−11:00. Samoa a utilizat ora de vară din 2010 până în 2021. Deoarece țara insulară este situată imediat la vest de Linia Internațională a Datei, Samoa este printre primele locuri de pe Pământ care văd fiecare nouă zi, alături de Tonga, Tokelau și părți din Kiribati |
| San Marino                       | 1                     | UTC+01:00 (CET) | În San Marino, ora standard este Ora Europei Centrale (CET, UTC+01:00). Ora de vară este adoptată din ultima duminică din martie (ora 02:00 CET) până în ultima duminică din octombrie (ora 03:00 CEST), similar cu majoritatea statelor membre ale Uniunii Europene |
| São Tomé și Príncipe             | 1                     | UTC±0 | Ora din țara insulară São Tomé și Príncipe este dată de Ora Greenwich (Greenwich Mean Time, GMT, UTC±0). São Tomé și Príncipe nu a adoptat niciodată ora de vară |
| Senegal                          | 1                     | UTC±0 | Ora din Senegal este dată de un singur fus orar, Ora Greenwich (Greenwich Mean Time, GMT, UTC±0). Senegal împărtășește acest fus orar cu alte paisprezece țări din Africa de Vest și nu a adoptat ora de vară |
| Serbia                           | 1                     | UTC+01:00 (CET) | În Serbia, ora standard este Ora Europei Centrale (Central European Time, CET, UTC+01:00. Ora de vară este adoptată din ultima duminică din martie (ora 02:00 CET) până în ultima duminică din octombrie (ora 03:00 CEST) |
| Seychelles                       | 1                     | UTC+04:00 (SCT) | Ora Seychelles (Seychelles Time, SCT, UTC+04:00) este fusul orar folosit de Seychelles, țara insulară din Oceanul Indian, cu patru ore înaintea Orei universale coordonate. Ora de vară nu este adoptată în Seychelles |
| Sfânta Lucia                     | 1                     | UTC−04:00 (AST) | Ora din Sfânta Lucia este dată de Ora Standard a Atlanticului (Atlantic Standard Time, AST, UTC−04:00) pe tot parcursul anului |
| Sfântul Vincențiu și Grenadinele | 1                     | UTC−04:00 (AST) | Ora din Sfântul Vincențiu și Grenadinele este dată de Ora Standard a Atlanticului (Atlantic Standard Time, AST, UTC−04:00) pe tot parcursul anului |
| Sierra Leone                     | 1                     | UTC±0 | Ora din Sierra Leone este dată de Ora Greenwich (Greenwich Mean Time, GMT, UTC±0). Sierra Leone nu a adoptat niciodată ora de vară |
| Singapore                        | 1                     | UTC+08:00 (SST) | Ora standard din Singapore (Singapore Standard Time, SST, UTC+08:00) este fusul orar utilizat în Singapore, cu opt ore înaintea Orei universale coordonate. Ora de vară nu este utilizată în Singapore |
| Siria                            | 1                     | UTC+03:00 (AST) | Ora în Siria este dată de Ora Standard a Arabiei (Arabia Standard Time, AST, UTC+03:00). La 4 octombrie 2022, Siria a renunțat la utilizarea orei de vară |
| Slovacia                         | 1                     | UTC+01:00 (CET) | În Slovacia, ora standard este Ora Europei Centrale (CET, UTC+01:00). Ora de vară este adoptată din ultima duminică din martie (ora 02:00 CET) până în ultima duminică din octombrie (ora 03:00 CEST), similar cu majoritatea statelor membre ale Uniunii Europene |
| Slovenia                         | 1                     | UTC+01:00 (CET) | În Slovenia, ora standard este Ora Europei Centrale (CET, UTC+01:00). Ora de vară este adoptată din ultima duminică din martie (ora 02:00 CET) până în ultima duminică din octombrie (ora 03:00 CEST), similar cu majoritatea statelor membre ale Uniunii Europene |
| Somalia                          | 1                     | UTC+03:00 (EAT) | Ora din Somalia este dată de un singur fus orar, Ora Africii de Est (East Africa Time, EAT, UTC+03:00). Somalia nu a adoptat ora de vară |
| Sri Lanka                        | 1                     | UTC+05:30 (SLST) | Începând cu 15 aprilie 2006, ora din Sri Lanka este reprezentată oficial de Ora Standard din Sri Lanka (Sri Lanka Standard Time, SLST, UTC+05:30). |
| Sudan                            | 1                     | UTC+02:00 (CAT) | Ora din Sudan este dată de un singur fus orar, Ora Africii Centrale (Central Africa Time, CAT, UTC+02:00). Sudan a renunțat în 1985 la utilizarea orei de vară |
| Sudanul de Sud                   | 1                     | UTC+02:00 (CAT) | Ora din Sudanul de Sud este dată de un singur fus orar, Ora Africii Centrale (Central Africa Time, CAT, UTC+02:00). Sudanul de Sud nu utilizează ora de vară |
| Suedia                           | 1                     | UTC+01:00 (CET) | În Suedia, ora standard este Ora Europei Centrale (CET, UTC+01:00). Ora de vară este adoptată din ultima duminică din martie (ora 02:00 CET) până în ultima duminică din octombrie (ora 03:00 CEST), similar cu majoritatea statelor membre ale Uniunii Europene |
| Suriname                         | 1                     | UTC−03:00 | Ora din Suriname (UTC−03:00) este cu trei ore în urma Orei universale coordonate, pe tot parcursul anului |
| Taiwan                           | 1                     | UTC+08:00 (TST) | Ora standard din Taiwan (Taiwan Standard Time, TST, UTC+08:00) este fusul orar oficial din Taiwan, cu opt ore înaintea Orei universale coordonate |
| Tadjikistan                      | 1                     | UTC+05:00 (TJT) | Ora din Tadjikistan este dată de Ora Tadjikistan (Tajikistan Time, TJT, UTC+05:00). Tadjikistan nu a adoptat ora de vară |
| Tanzania                         | 1                     | UTC+03:00 (EAT) | Ora din Tanzania este dată de un singur fus orar, Ora Africii de Est (East Africa Time, EAT, UTC+03:00). Tanzania nu a adoptat ora de vară |
| Thailanda                        | 1                     | UTC+07:00 (ICT) | Ora din Thailanda este dată de Ora Indochinei (Indochina Time, ICT, UTC+07:00), care este cu șapte ore înaintea Orei universale coordonate, pe tot parcursul anului, deoarece Thailanda nu a adoptat niciodată ora de vară |
| Timorul de Est                   | 1                     | UTC+09:00 | Timorul de Est folosește fusul orar UTC+09:00. În vest, țara se învecinează cu zona UTC+08:00 din Indonezia Centrală și la est cu zona UTC+09:00 din Indonezia de Est. Ora de vară nu este respectată în Timorul de Est, deoarece, datorită apropierii sale de ecuator, există doar o mică variație între lungimea zilei și a nopții pe tot parcursul anului |
| Togo                             | 1                     | UTC±0 | Ora în Togo este dată de Ora Greenwich (Greenwich Mean Time, GMT, UTC±0). Togo nu a utilizat niciodată ora de vară |
| Tonga                            | 1                     | UTC+13:00 | Tonga folosește fusul orar UTC+13:00 ca oră standard. Tonga a utilizat în trecut ora de vară, dar a renunțat după 2017. Deoarece țara insulară este situată imediat la vest de Linia Internațională a Datei, Tonga este printre primele locuri de pe Pământ care văd fiecare nouă zi, alături de Samoa, Tokelau și părți din Kiribati |
| Trinidad și Tobago               | 1                     | UTC−04:00 (AST) | Ora din Trinidad și Tobago este dată de Ora Standard a Atlanticului (Atlantic Standard Time, AST, UTC−04:00) pe tot parcursul anului |
| Tunisia                          | 1                     | UTC+01:00 (CET) | În Tunisia, ora standard este Ora Europei Centrale (Central European Time, CET, UTC+01:00. Tunisia a utilizat în trecut ora de vară, dar a renunțat după 2008 |
| Turcia                           | 1                     | UTC+03:00 (TRT) | În Turcia, ora este dată de fusul orar Ora Turciei (Turkey Time, TRT, UTC+03:00), pe tot parcursul anului. În perioada martie-octombrie, TRT coincide cu Ora de vară din Europa de Est (EEST). Fusul orar a fost folosit și în Republica Turcă a Ciprului de Nord până când aceasta a revenit la Ora Europei de Est (EET) în octombrie 2017 |
| Turkmenistan                     | 1                     | UTC+05:00 (TMT) | Ora din Turkmenistan este dată de fusul orar Ora Turkmenistan (Turkmenistan Time, TMT, UTC+05:00), în ciuda faptului că cea mai mare parte a teritoriului plasează țara în fusul orar geografic UTC+04:00. Turkmenistanul nu a adoptat ora de vară |
| Tuvalu                           | 1                     | UTC+12:00 (TVT) | Ora din Tuvalu, o țară insulară din Oceania, este Ora Tuvalu (Tuvalu Time, TVT, UTC+12:00). Tuvalu nu utilizează ora de vară. Țara este situată în apropierea ecuatorului, la vest de Linia Internațională a Datei |
| Ucraina                          | 1                     | UTC+02:00 (EET) | Ora în Ucraina este definită ca UTC+02:00, iar vara ca UTC+03:00. Face parte din Ora Europei de Est și este denumită local Ora Kievului (Kyiv Time). La 16 iulie 2024, parlamentul ucrainean a votat pentru încetarea trecerii la ora de vară, în contradicție cu Președintele Ucrainei, Volodimir Zelenski, care a decis să nu promulge legea |
| Uganda                           | 1                     | UTC+03:00 (EAT) | Ora din Uganda este dată de un singur fus orar, Ora Africii de Est (East Africa Time, EAT, UTC+03:00). Uganda nu a adoptat ora de vară |
| Ungaria                          | 1                     | UTC+01:00 (CET) | Ora în Ungaria este dată de Ora Europei Centrale (Central European Time, CET, UTC+01:00), care este cu o oră înaintea Orei universale coordonate. Ungaria utilizează ora de vară |
| Uruguay                          | 1                     | UTC−03:00 | Deși este situată la o longitudine adecvată pentru fusul orar UTC−04:00, Uruguay folosește UTC−03:00. Uruguay obișnuia să respecte ora de vară (UTC−02:00) din octombrie până în martie, dar în 2015, guvernul uruguayan a decis să elimine trecerea la ora de vară, hotărând menținerea fusului orar UTC−03:00 pe tot parcursul anului |
| Uzbekistan                       | 1                     | UTC+05:00 (UZT) | Ora în Uzbekistan este dată de fusul orar Ora Standard Uzbekistan (Uzbekistan Time, UZT, UTC+05:00), care este cu cinci ore înaintea Orei universale coordonate. Uzbekistan nu folosește ora de vară |
| Vanuatu                          | 1                     | UTC+11:00 | Ora din Vanuatu, o țară insulară din Oceania, este dată de fusul orar Ora Vanuatu (Vanuatu Time, VUT; UTC+11:00. Vanuatu nu utilizează ora de vară |
| Vatican                          | 1                     | UTC+01:00 (CET) | Ora în Vatican este dată de Ora Europei Centrale (Central European Time, CET, UTC+01:00), care este cu o oră înaintea Orei universale coordonate. Vatican utilizează ora de vară |
| Venezuela                        | 1                     | UTC−04:00 (VET) | Ora în Venezuela este dată de fusul orar Ora Standard Venezueleană (Venezuelan Standard Time, VET, UTC−04:00) |
| Vietnam                          | 1                     | UTC+07:00 (Indochina Time) | Ora din Vietnam este dată de Ora Indochinei (Indochina Time, ICT, UTC+07:00), care este cu șapte ore înaintea Orei universale coordonate, pe tot parcursul anului, deoarece Vietnam nu utilizează ora de vară |
| Yemen                            | 1                     | UTC+03:00 (AST) | Ora din Yemen este dată de Ora Standard a Atlanticului (Atlantic Standard Time, AST, UTC−04:00) pe tot parcursul anului |
| Zambia                           | 1                     | UTC+02:00 (CAT) | Ora din Zambia este dată de un singur fus orar, Ora Africii Centrale (Central Africa Time, CAT, UTC+02:00). Zambia nu a adoptat niciodată ora de vară |
| Zimbabwe                         | 1                     | UTC+02:00 (CAT) | Ora din Zimbabwe este dată de un singur fus orar, Ora Africii Centrale (Central Africa Time, CAT, UTC+02:00). Zimbabwe nu a adoptat niciodată ora de vară |